# Station Brejning
Station Brejning is een station in Brejning in de Deense gemeente Vejle. Het station ligt aan de lijn Fredericia - Århus. Het wordt bediend door de regiotrein Aarhus - Esbjerg.